# هيلين فرينش
هيلين فرينش (بالإنجليزية: Helen French)‏ هي مهندسة معمارية أمريكية، ولدت في 1900، وتوفيت في 1994.